# Саприкіна Людмила Тихонівна
Людмила Тихонівна Саприкіна (нар. 24 серпня 1937, місто Миколаїв Миколаївської області) — українська радянська діячка, доцент Миколаївського кораблебудівного інституту імені адмірала Макарова Миколаївської області. Кандидат фізико-математичних наук (1975), доцент (1977). Депутат Верховної Ради УРСР 10-го скликання.

## Біографія
Народилася в родині робітника.
У 1961 році закінчила Миколаївський державний педагогічний інститут.
У 1961—1965 роках — асистент, а у 1965—1969 роках — викладач кафедри вищої математики Миколаївського кораблебудівного інституту.
У 1969—1972 роках — аспірант кафедри теоретичної і прикладної механіки Миколаївського кораблебудівного інституту. У 1972 році успішно захистила кандидатську дисертацію, а у 1975 році їй було присвоєно вчений ступінь кандидата фізико-математичних наук.
У 1972—1977 роках — старший викладач, а з 1977 року — доцент кафедри вищої математики Миколаївського кораблебудівного інституту імені адмірала Макарова Миколаївської області.
Автор багатьох наукових праць, підручників і навчальних посібників.
Обиралася членом Центрального комітету профспілки працівників освіти, вищої школи і наукових закладів.
Потім — на пенсії в місті Миколаєві Миколаївської області.